# Coppa di Grecia 2022-2023 (pallacanestro maschile)
La Coppa di Grecia 2022-2023 è stata la 48ª Coppa di Grecia di pallacanestro maschile.

## Squadre
Partecipano le 90 squadre iscritte alla A2 Ethniki, B Ethniki e C Ethniki più le migliori sette squadre classificatesi al termine della Basket League 2021-2022. Le altre squadre partecipanti alla Basket League 2022-2023 vengono eliminate dal torneo. Le squadre della A2 Etniki entrano nella fase B, mentre quelle della Basket League entrano in gioco direttamente ai quarti di finale.

## Partite

### Fase A

#### Primo turno

##### Gruppo Sud C Ethniki
| Squadra 1                  | Risultato | Squadra 2                        |
| -------------------------- | --------- | -------------------------------- |
| AOK Chalandri              | 58 - 92   | A.O. Argonautīs Triglias Rafīnas |
| A.O. Near East             | 75 - 70   | A.O. Dafni                       |
| G.S. Ergotelīs             | 20 - 0    | A.S. Nikī Amarousiou             |
| A.O. Achaias Ī Galīnī      | 77 - 79   | G.S. Kronos Agiou Dīmītriou      |
| Poseidon A.O. N. Psychikou | 57 - 55   | A.E. Glaukos Esperos             |
| Agia Paraskevīs            | 78 - 59   | G.S. Īlioupolīs                  |
| A.S. Sfīka Amaliadas       | 0 - 20    | A.O. Ermionidas                  |
| G.S. Korōpiou              | 95 - 73   | Α.Ο. Κalamata 1980               |
| KAO Melissiōn              | 42 - 60   | GAET Diōn O Kyparisseus          |
| A.O. Eleutheria Moschatou  | 74 - 70   | G.S. Mandraïkos                  |

##### Gruppo Nord C Ethniki
| Squadra 1                   | Risultato | Squadra 2                   |
| --------------------------- | --------- | --------------------------- |
| A.S. Digenīs Lakkomatōs     | 55 - 86   | PAOK Mesopotamias Kastorias |
| APS Koupa Kilkis            | 93 - 80   | K.A.O. Dramas               |
| GAS Vasilikōn Thessalonikīs | 72 - 61   | A.S. Kastorias              |
| G.S. Almurou                | 81 - 71   | SAAK Anatolia               |
| G.S. Sofadōn                | 96 - 59   | AGS TO Roupel Sidīrokastrou |
| G.S. Titanes Palama         | 20 - 0    | A.S. Elpis Ampelokīpōn      |
| S.K. Iōannina               | 87 - 79   | A.S. Olympos EKE            |
| MENT                        | 61 - 99   | A.O. Trikala                |
| F.S. Ethnikos Kozanīs       | 85 - 54   | A.S. Nikaia 2012            |

##### Gruppo Sud B Ethniki
| Squadra 1             | Risultato | Squadra 2             |
| --------------------- | --------- | --------------------- |
| AEO Prōteas Voulas    | 67 - 61   | A.O. Mykonou          |
| Dafnī Dafniou         | 0 - 20    | Ethnikos Piraeus B.C. |
| Paniōnios             | 106 - 62  | OFĪ Creta             |
| KAE Īlysiakos         | 0 - 20    | Milōn                 |
| Doukas                | 0 - 20    | A.O. Achagia 82       |
| APAS Naxou TA Fanaria | 20 - 0    | A.O. Enōsī Iliou      |
| Paneleusiniakos AOK   | 94 - 74   | Palaio Faliro         |
| A.O. Peukīs           | 71 - 83   | AO Pagrati Atene BC   |
| Filathlītikos         | 57 - 83   | Esperos Kallithea     |

- A.E. Neas Kīfisias ammesso direttamente al turno successivo

##### Gruppo Nord B Ethniki
| Squadra 1              | Risultato | Squadra 2                 |
| ---------------------- | --------- | ------------------------- |
| P.S. Eukarpias         | 20 - 0    | AGS Iōanninōn             |
| Esperos G.S. Lamias    | 20 - 0    | MGS Gefyras               |
| Nikī Volo              | 67 - 89   | A.S. Vikos Iōanninōn      |
| Stavroupolī EK         | 93 - 83   | A.S. Anagennīsī Karditsas |
| MGS Panserraikos       | 54 - 52   | Doxa Lefkadas B.C.        |
| A.O. Leukippos Xanthīs | 60 - 83   | DEKA                      |
| M.A.S. Ermis Lagkada   | 71 - 74   | Trikala Basket            |
| Prōteas FO Grevenōn    | 56 - 62   | Filippos Verias           |

- ΧΑΝΘ Salonicco ammesso direttamente al turno successivo

#### Secondo turno

##### Gruppo Sud C Ethniki
| Squadra 1                   | Risultato | Squadra 2                        |
| --------------------------- | --------- | -------------------------------- |
| Agia Paraskevīs             | 84 - 74   | G.S. Korōpiou                    |
| G.S. Kronos Agiou Dīmītriou | 76 - 71   | A.O. Argonautīs Triglias Rafīnas |
| A.O. Near East              | 82 - 57   | G.S. Ergotelīs                   |
| Poseidon A.O. N. Psychikou  | 72 - 55   | A.O. Ermionidas '                |
| GAET Diōn O Kyparisseus     | 81 - 79   | A.O. Eleutheria Moschatou        |

##### Gruppo Nord C Ethniki
| Squadra 1                   | Risultato | Squadra 2             |
| --------------------------- | --------- | --------------------- |
| GAS Vasilikōn Thessalonikīs | 70 - 44   | F.S. Ethnikos Kozanīs |
| PAOK Mesopotamias Kastorias | 61 - 63   | S.K. Iōannina         |
| G.S. Titanes Palama         | 83 - 70   | APS Koupa Kilkis      |
| G.S. Almurou                | 69 - 79   | G.S. Sofadōn          |

- A.O. Trikala ammesso direttamente al turno successivo

##### Gruppo Sud B Ethniki
| Squadra 1             | Risultato | Squadra 2          |
| --------------------- | --------- | ------------------ |
| Ethnikos Piraeus B.C. | 58 - 81   | AEO Prōteas Voulas |
| Paniōnios             | 20 - 0    | A.O. Achagia 82    |
| AO Pagrati Atene BC   | 70 - 83   | Milōn              |
| Paneleusiniakos AOK   | 89 - 70   | Esperos Kallithea  |
| APAS Naxou TA Fanaria | 64 - 71   | A.E. Neas Kīfisias |

##### Gruppo Nord B Ethniki
| Squadra 1            | Risultato | Squadra 2           |
| -------------------- | --------- | ------------------- |
| Stavroupolī EK       | 75 - 67   | ΧΑΝΘ Salonicco      |
| MGS Panserraikos     | 73 - 47   | P.S. Eukarpias      |
| DEKA                 | 64 - 57   | Trikala Basket      |
| A.S. Vikos Iōanninōn | 82 - 88   | Esperos G.S. Lamias |

- Filippos Verias ammesso direttamente al turno successivo

#### Terzo turno

##### C Ethniki
| Squadra 1                  | Risultato | Squadra 2                   |
| -------------------------- | --------- | --------------------------- |
| Poseidon A.O. N. Psychikou | 89 - 96   | G.S. Kronos Agiou Dīmītriou |
| GAET Diōn O Kyparisseus    | 70 - 78   | A.O. Near East              |
| S.K. Iōannina              | 81 - 74   | GAS Vasilikōn Thessalonikīs |
| G.S. Sofadōn               | 73 - 67   | G.S. Titanes Palama         |
| Agia Paraskevīs            | 72 - 69   | A.O. Trikala                |

### Fase B

#### Primo turno
| Squadra 1                   | Risultato | Squadra 2               |
| --------------------------- | --------- | ----------------------- |
| Esperos G.S. Lamias         | 75 - 89   | Panerithraikos          |
| Īraklīs                     | 20 - 0    | Charilaos Trikoupīs     |
| A.O. Near East              | 58 - 69   | FEA Nea Filadelfeia     |
| Ermīs Schīmatari            | 84 - 83   | Psychiko                |
| G.S. Kronos Agiou Dīmītriou | 66 - 79   | Aias Evosmou            |
| S.K. Iōannina               | 60 - 73   | Kavala                  |
| Paniōnios                   | 84 - 70   | Koroivos Amaliadas      |
| Agia Paraskevīs             | 71 - 67   | Paneleusiniakos AOK     |
| Athlītikos Syllogos Papagou | 90 - 88   | Maroussi                |
| AEO Prōteas Voulas          | 67 - 74   | Agriniou                |
| Filippos Verias             | 0 - 20    | Eleftheroupolīs Kavalas |
| Stavroupolī EK              | 20 - 0    | Tritonas Sepolion       |
| MGS Panserraikos            | 90 - 49   | DEKA                    |
| Milōn                       | 62 - 85   | Neanikī Estia Megaridos |
| G.S. Sofadōn                | 0 - 20    | Amyntas                 |

- A.E. Neas Kīfisias ammesso direttamente al turno successivo

#### Secondo turno
| Squadra 1                   | Risultato | Squadra 2               |
| --------------------------- | --------- | ----------------------- |
| A.E. Neas Kīfisias          | 70 - 86   | Amyntas                 |
| Agia Paraskevīs             | 43 - 82   | FEA Nea Filadelfeia     |
| MGS Panserraikos            | 75 - 82   | Eleftheroupolīs Kavalas |
| Stavroupolī EK              | 60 - 84   | Īraklīs                 |
| Paniōnios                   | 78 - 77   | Neanikī Estia Megaridos |
| Athlītikos Syllogos Papagou | 104 - 96  | Agriniou                |
| Aias Evosmou                | 83 - 59   | Kavala                  |
| Ermīs Schīmatari            | 95 - 97   | Panerithraikos          |

#### Terzo turno
| Squadra 1                   | Risultato | Squadra 2               |
| --------------------------- | --------- | ----------------------- |
| Aias Evosmou                | 80 - 87   | FEA Nea Filadelfeia     |
| Īraklīs                     | 74 - 68   | Panerithraikos          |
| Paniōnios                   | 85 - 83   | Amyntas                 |
| Athlītikos Syllogos Papagou | 20 - 0    | Eleftheroupolīs Kavalas |

#### Quarto turno
| Squadra 1           | Risultato | Squadra 2                   |
| ------------------- | --------- | --------------------------- |
| Paniōnios           | 83 - 73   | Īraklīs                     |
| FEA Nea Filadelfeia | 89 - 77   | Athlītikos Syllogos Papagou |

#### Quinto turno
| Squadra 1 | Risultato | Squadra 2           |
| --------- | --------- | ------------------- |
| Paniōnios | 80 - 71   | FEA Nea Filadelfeia |

### Fase C

#### Tabellone
|  | Quarti di finale | Quarti di finale | Quarti di finale |               |            | Semifinali | Semifinali | Semifinali |  |  | Finale | Finale | Finale |  |
|  |                  |                  |                  |               |            |            |            |            |  |  |        |        |        |  |
|  | Paniōnios        | Paniōnios        | 88               |               |            |            |            |            |  |  |        |        |        |  |
|  | Paniōnios        | Paniōnios        | 88               |               |            |            |            |            |  |  |        |        |        |  |
|  | AEK Atene        | AEK Atene        | 93               |               |            |            |            |            |  |  |        |        |        |  |
|  | AEK Atene        | AEK Atene        | 93               |               | AEK Atene  | AEK Atene  | 65         |            |  |  |        |        |        |  |
|  |                  |                  |                  |               | AEK Atene  | AEK Atene  | 65         |            |  |  |        |        |        |  |
|  |                  |                  | Peristeri        | Peristeri     | 77         |            |            |            |  |  |        |        |        |  |
|  | Peristeri        | Peristeri        | Peristeri        | Peristeri     | 77         | 77         |            |            |  |  |        |        |        |  |
|  | Peristeri        | Peristeri        |                  |               |            |            |            |            |  |  |        |        |        |  |
|  | PAOK Salonicco   | PAOK Salonicco   | 64               |               |            |            |            |            |  |  |        |        |        |  |
|  | PAOK Salonicco   | PAOK Salonicco   | 64               |               | Peristeri  | Peristeri  | 57         |            |  |  |        |        |        |  |
|  |                  |                  |                  |               |            |            |            |            |  |  |        |        |        |  |
|  |                  |                  | Olympiakos       | Olympiakos    | 85         |            |            |            |  |  |        |        |        |  |
|  | Olympiakos       | Olympiakos       | Olympiakos       | Olympiakos    | 85         | 82         |            |            |  |  |        |        |        |  |
|  | Olympiakos       | Olympiakos       |                  |               |            |            |            |            |  |  |        |        |        |  |
|  | Aris Salonicco   | Aris Salonicco   | 51               |               |            |            |            |            |  |  |        |        |        |  |
|  | Aris Salonicco   | Aris Salonicco   | 51               |               | Olympiakos | Olympiakos | 81         |            |  |  |        |        |        |  |
|  |                  |                  |                  |               | Olympiakos | Olympiakos | 81         |            |  |  |        |        |        |  |
|  |                  |                  | Panathīnaïkos    | Panathīnaïkos | 65         |            |            |            |  |  |        |        |        |  |
|  | Panathīnaïkos    | Panathīnaïkos    | Panathīnaïkos    | Panathīnaïkos | 65         | 87         |            |            |  |  |        |        |        |  |
|  | Panathīnaïkos    | Panathīnaïkos    |                  |               |            |            |            |            |  |  |        |        |        |  |
|  | Kolossos Rodi    | Kolossos Rodi    | 80               |               |            |            |            |            |  |  |        |        |        |  |

#### Finale
| Candia 19 febbraio 2023, ore 19:15 UTC+2 | Peristeri  | 57 – 85 (10-26, 21-45, 34-68) referto | Olympiakos | Heraklion Indoor Sports Arena |
| \| \| \| \| \| Mōraitīs 16 \| Punti \| 26 Peters \| \| Hummer 5 \| Assist \| 5 Vezenkov, Walkup \| \| Chougkaz, Francisco 4 \| Rimbalzi \| 8 Bolomboy \| \| 2 Bilan• 3 Francisco• 7 Radanov• 12 Denmon• 14 Kaselakīs 5 Coleman• 6 Mōraitīs• 11 Poulianitīs• 18 Persidīs• 33 Chougkaz• 34 Hummer• 35 Zougrīs \| Formazioni \| 0 Walkup• 3 Canaan• 10 Fall• 14 Vezenkov• 16 Papanikolaou 4 Lountzīs• 5 Larentzakīs• 9 Papas• 11 Sloukas• 21 Bolomboy• 25 Peters• 77 McKissic \| \| Vasilīs Spanoulīs \| Allenatori \| Giōrgos Mpartzōkas \| |            | |            |                               |
| |            | |            |                               |
| Mōraitīs 16 | Punti      | 26 Peters |            |                               |
| Hummer 5 | Assist     | 5 Vezenkov, Walkup |            |                               |
| Chougkaz, Francisco 4 | Rimbalzi   | 8 Bolomboy |            |                               |
| 2 Bilan• 3 Francisco• 7 Radanov• 12 Denmon• 14 Kaselakīs 5 Coleman• 6 Mōraitīs• 11 Poulianitīs• 18 Persidīs• 33 Chougkaz• 34 Hummer• 35 Zougrīs | Formazioni | 0 Walkup• 3 Canaan• 10 Fall• 14 Vezenkov• 16 Papanikolaou 4 Lountzīs• 5 Larentzakīs• 9 Papas• 11 Sloukas• 21 Bolomboy• 25 Peters• 77 McKissic |            |                               |
| Vasilīs Spanoulīs | Allenatori | Giōrgos Mpartzōkas |            |                               |